# Seydou Camara
Seydou Camara est un photographe malien né le 7 mars 1983 à Ségou, au Mali.

## Biographie
Après une licence de droit privé, il s'inscrit en 2007 au CFP de Bamako et y suit une formation en photographie argentique et numérique.
Il est spécialisé en portrait. En 2009, une série sur les albinos lui vaut d'être sélectionné pour les 8e Rencontres africaines de la photographie de Bamako.
Seydou Camara fait partie des fondateurs du Collectif de photographes maliens "Djabugusso".